# Mastogenius puncticollis
Mastogenius puncticollis är en skalbaggsart som beskrevs av Schaeffer 1919. Mastogenius puncticollis ingår i släktet Mastogenius och familjen praktbaggar. Inga underarter finns listade i Catalogue of Life.